# Sumrakovac
Sumrakovac (izvirno srbsko Сумраковац) je naselje v Srbiji, ki upravno spada pod Občino Boljevac; slednja pa je del Zaječarskega upravnega okraja.

## Demografija
V naselju živi 573 polnoletnih prebivalcev, pri čemer je njihova povprečna starost 53,2 let (51,3 pri moških in 55,1 pri ženskah). Naselje ima 260 gospodinjstev, pri čemer je povprečno število članov na gospodinjstvo 2,47.
To naselje je, glede na rezultate popisa iz leta 2002, večinoma srbsko.
|  |

| Demografija | Demografija     | Demografija     |
| Leto        | Št. prebivalcev | Št. prebivalcev |
| ----------- | --------------- | --------------- |
|             |                 |                 |
|             |                 |                 |
|             |                 |                 |
|             |                 |                 |
| 1948        | 1529            |                 |
| 1953        | 1547            |                 |
| 1961        | 1475            |                 |
| 1971        | 1212            |                 |
| 1981        | 1017            |                 |
| 1991        | 805             | 802             |
| 2002        | 642             | 642             |
|             |                 |                 |

| Etnična sestava po popisu iz leta 2002 | Etnična sestava po popisu iz leta 2002 | Etnična sestava po popisu iz leta 2002 | Etnična sestava po popisu iz leta 2002 | Etnična sestava po popisu iz leta 2002 |
| -------------------------------------- | -------------------------------------- | -------------------------------------- | -------------------------------------- | -------------------------------------- |
| Srbi                                   | Srbi                                   |                                        | 636                                    | 99,06%                                 |
| Vlahi                                  | Vlahi                                  |                                        | 3                                      | 0,46%                                  |
| Neznano                                | Neznano                                |                                        | 0                                      | 0,0%                                   |